# Vajiravudh-Internat
Das Vajiravudh-Internat (Thai: วชิราวุธวิทยาลัย, Vajiravudh College) ist eine thailändische allgemeinbildende Privatschule in Dusit, Bangkok, die ausschließlich Jungen aufnimmt.
Das Schulangebot beginnt mit der 4. Klasse (Prathom 4) und geht bis zur 12. Klasse (Mathayom 6).

## Lage  und Einrichtungen

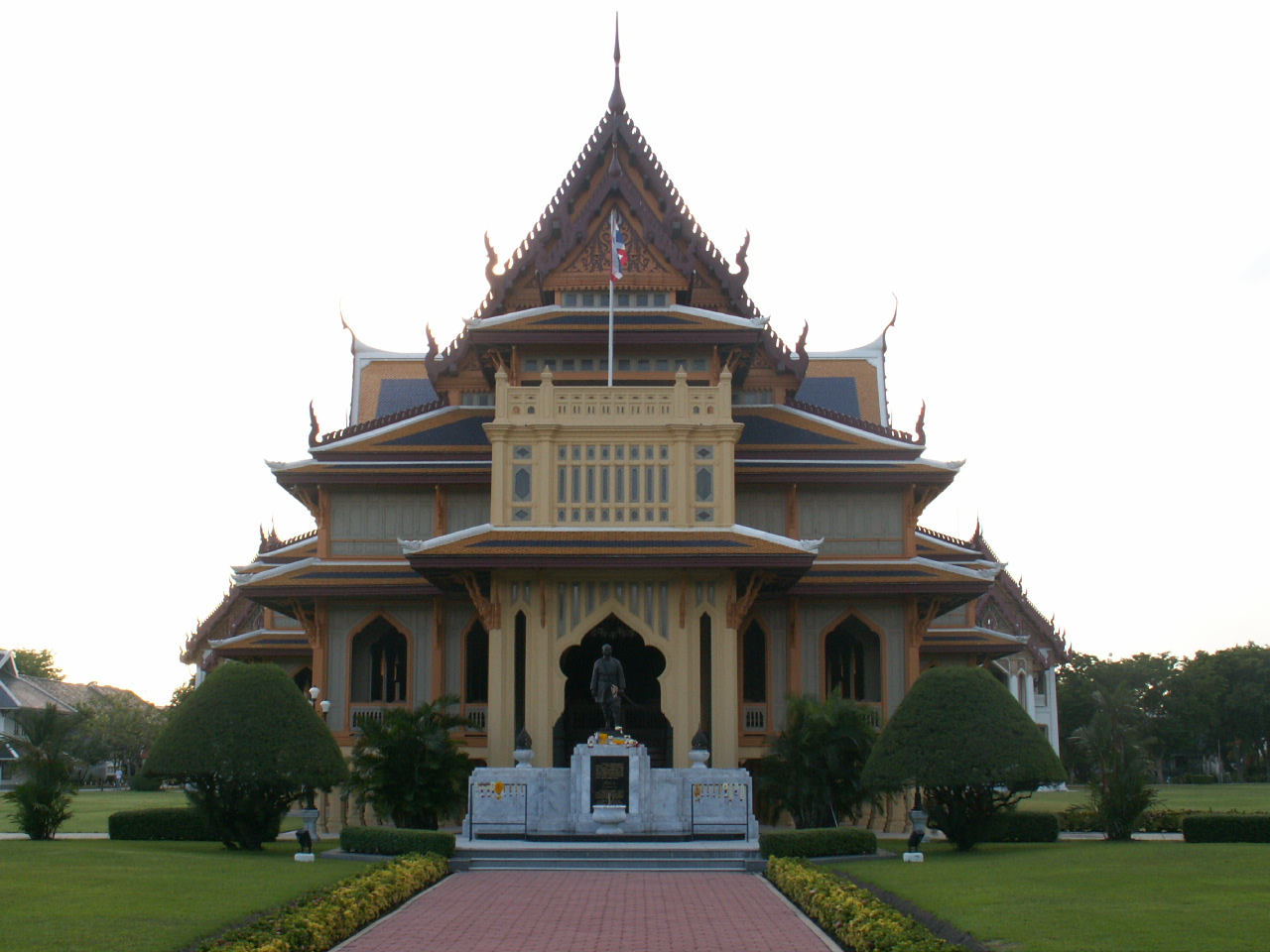
Versammlungshalle
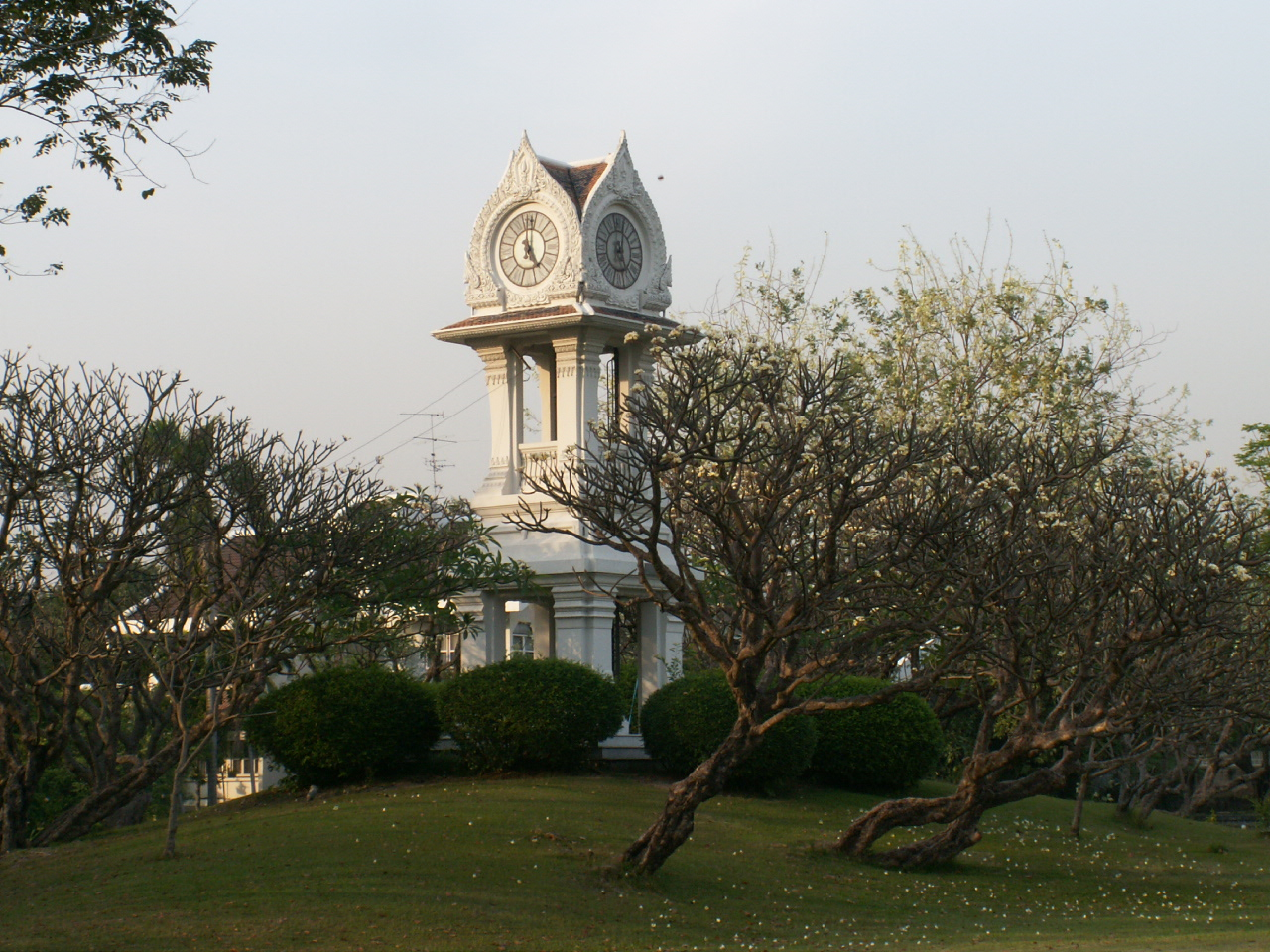
Uhrenturm

Die Schule liegt im Bezirk (Khet) Dusit in Bangkok.
Es gibt drei Häuser für die Klassen 4-6 und sechs Häuser für die Klassen 7 bis 12. Hauptgebäude ist das Vajiramongkut-Gebäude. Daneben gibt es eine Versammlungshalle, in der größere Veranstaltungen abgehalten werden.

## Idee und Tagesablauf heute
König Vajiravudh (Rama VI.), Gründer und Namensgeber des Internats, hatte zum Ziel, junge Männer auszubilden, die nach Abschluss ihre individuellen Eigenschaften zum Wohle des Landes und der Menschen einzusetzen in der Lage waren. Sie sollten einen starken Geist und einen gesunden Körper entwickeln, so dass sie unabhängig durchs Leben gehen können. Außerdem wurde Wert darauf gelegt, loyale Staatsbürger heranzuziehen.
Der Tagesablauf beginnt um 5 Uhr 45 und geht für die Älteren bis 23 Uhr.
```
5.45             Aufwachen
7.00             Unterrichtsbeginn (erste Klasse)
8.00              Frühstück
8.30              Gesang/Versammlung
9.00              Zweite bis sechste Klasse
13.20            Mittagessen
14.15-15.30 Musikalische Aktivitäten
16.00-17.30 Sport
17.30            Duschen und Freizeit
18.15            Abendessen
19.00-20.30 Vorbereitung auf den Unterricht
20.45-21.15 Freizeit und Bettzeit für 4. bis 7. Klasse
22.00            Bettzeit für Klassen 7 bis 9
23.00            Bettzeit für Klassen 10 bis 12
```

## Geschichte

### Gründung
König Rama VI. (Vajiravudh, reg. 1910 bis 1925) gründete kurz nach seiner Regierungsübernahme am 29. Dezember 1910 eine Schule für königliche Pagen, die Königliche Pagenschule (Royal Pages School). Zunächst wurde ein hölzernes Gebäude am Kanal Prem Prachakorn errichtet. 1911 begann der Unterricht, der seit 1915 in einem aus Stein erbauten Gebäude stattfand. Es gab dann eine zentrale Versammlungshalle und an allen vier Ecken ein Gebäude für den Unterricht.
Unter König Prajadhipok (Rama VII.) wurde der Name der Schule in Vajiravudh College geändert.

### Direktoren
- 1917–1926: Phraya Barombathamrung (Pin Sriwattana)
- 1926–1933: Phraya Prichanusat (Serm Panyarachun)
- 1933–1935: Phraya Barombathamrung (Pin Sriwattana)
- 1935–1942: Phra Nichayasamvithet (Path Monatatathuplern)
- 1942–1975: Phraya Baratraja (M. L. Dosarith Isarasena)
- 1976–1995: Gal Isarasena na Ayutthaya
- 1995–2007: Chaianan Samutvanija
- seit 2007: Saroj Leesavan